# Araneus noegeatus
Araneus noegeatus este o specie de păianjeni din genul Araneus, familia Araneidae. A fost descrisă pentru prima dată de Thorell, 1895. Conform Catalogue of Life specia Araneus noegeatus nu are subspecii cunoscute.